# Beavis and Butt-Head
Beavis and Butt-Head é uma série de animação americana criada por Mike Judge (também criador de O Rei do Pedaço) exibida originalmente no canal MTV de 1993 a 1997.  Cada episódio mostra histórias curtas focadas em uma dupla de adolescentes em fase pós-puberdade, chamados Beavis e Butt-Head, que moram e estudam na cidade fictícia de Highland. Nos episódios, existem interrupções que mostram Beavis e Butt-Head assistindo videoclipes e fazendo piadas sobre eles.
A série originou-se no curta-metragem de 1992 Frog Baseball,  dirigido por Judge e originalmente exibido no bloco Liquid Television. Depois de ver o curta, a MTV contratou Judge para desenvolver o curta em uma série completa.
Beavis and Butt-Head foi exibida originalmente por sete temporadas, de 8 de março de 1993 a 28 de novembro de 1997. Quatorze anos após o final da série, a série foi revivida para uma oitava temporada, que foi ao ar de 27 de outubro a 29 de dezembro de 2011.  Em 2022 foram encomendadas mais duas temporadas, que estrearam no mesmo ano na  Paramount+. A partir de 2025, novos episódios irão ao ar no Comedy Central.
Durante sua exibição inicial, Beavis and Butt-Head recebeu aclamação da crítica por seus comentários satíricos e mordazes sobre a sociedade, bem como críticas por sua suposta influência sobre os adolescentes. Os personagens se tornaram ícones da cultura pop entre os espectadores da Geração X , com suas risadinhas e diálogos se tornando bordões.
A série foi adaptada por um longa-metragem intitulado Beavis and Butt-Head Do America foi lançado em 1996 pela Paramount Pictures e foi bem-sucedido comercialmente, bem como a sequência de 2022 Beavis and Butt-Head Do the Universe (Beavis e Butt-Head Detonam o Universo) da Paramount+. No Brasil, a série foi exibida entre 1994 e 1998 pela MTV Brasil.
Daria, uma série spin-off protagonizada pela personagem coadjuvante homônima, foi lançada em 1997.

## Premissa da série
A série é centrada em dois adolescentes socialmente incompetentes e sedentários chamados Beavis e Butt-Head (ambos dublados por Judge), que estudam na escola Highland High, em Highland (localizada em algum ponto do sul dos Estados Unidos). Eles não têm supervisão evidente de um adulto em casa e são mal educados, pouco instruídos e semialfabetizados. Ambos não têm empatia ou escrúpulos morais, mesmo em relação um ao outro. Eles geralmente consideram coisas "iradas (cool)" se estiverem associadas a heavy metal, violência, sexo, destruição ou o macabro. Embora inexperientes com mulheres, ambos compartilham uma obsessão por sexo e tendem a rir sempre que ouvem palavras ou frases que poderiam ser vagamente interpretadas como sexuais ou escatológicas.
Cada episódio apresenta cenas intersticiais frequentes em que eles criticam videoclipes musicais usando comentários improvisados por Judge (da mesma maneira que Mystery Science Theatre 3000; na oitava temporada, eles também comentaram clipes de outros programas da MTV como Jersey Shore e True Life, além de shows de outros canais da Viacom, como Spike). O restante dos episódios mostra a dupla embarcando em algum tipo de esquema ou aventura.
Seus professores em Highland High muitas vezes não sabem como lidar com eles e, em muitos episódios, Beavis e Butt-Head ignoram completamente a escola. Suas ações às vezes resultam em sérias conseqüências, mas, com frequência, para outras pessoas pelas quais eles mesmos não expressam nenhum remorso.

## Origens
O criador Mike Judge disse que originalmente imaginou Beavis e Butt-Head como estudantes delinquentes do colégio existente Highland High School, na Coal Avenue em Albuquerque, Novo México, onde ele morava. Especificamente, ele criou Butt-Head como sendo sua visão de um tipíco delinquente colegial, incorporando o visual, o nome e a voz de um amigo que convidava todo mundo para chutá-lo no traseiro, e que se nomeava "Traseiro-de-Ferro" ("Iron-Butt").
Existe um rumor que diz que, para criar o visual de um parceiro para Butt-Head, Judge combinou a aparência de um colega de classe nerd do seu antigo colégio, com a sua concepção artistíca (ruim) de Barry Manilow. Ele lhe deu o nome de "Beavis", e modelou a voz dele a partir da sua interpretação de como soaria a voz de um adolescente "sem cérebro".
É um mito popular na Universidade da Califórnia em San Diego (aonde Judge estudou) que as aparências de Beavis & Butt-Head foram baseadas no corpo docente do Departamento de Física. Os nomes de seus prováveis inspiradores são David Kleinfeld e James Branson.

## O Filme e a versão brasileira
O sucesso da série resultou em um filme longa-metragem lançado em meados de 1996, com o nome de Beavis and Butt-Head Do America (título no Brasil: "Beavis e Butt-head Detonam a América"). No filme, a dupla tem seu aparelho de televisão roubado e na busca por uma nova TV acabam se metendo em uma confusão que os levam a cruzar os Estados Unidos, sem saber que eram procurados pela polícia de todo o país.
A dublagem do filme Beavis & Butt-Head Detonam a América foi feita nos estúdios VTI-Rio.

### Elenco de dublagem
| Personagem                       | Dublagem original | Dublagem brasileira                                                          |
| -------------------------------- | ----------------- | ---------------------------------------------------------------------------- |
| Beavis                           | Mike Judge        | Marcos Antônio Costa                                                         |
| Butt-Head                        | Mike Judge        | Márcio Simões                                                                |
| Muddy Grimes                     | Bruce Willis      | Júlio Chaves                                                                 |
| Dallas Grimes                    | Demi Moore        | Mônica Rossi                                                                 |
| Agente Flemming                  | Robert Stack      | Maurício Berger                                                              |
| Agente Bork                      | Greg Kinnear      | Jorge Lucas                                                                  |
| Tom Anderson                     | Mike Judge        | José Santa Cruz                                                              |
| Marcy Anderson                   | Não creditado     | Geisa Vidal                                                                  |
| Senhora                          | Cloris Leachman   | Nelly Amaral                                                                 |
| Jim                              | Kristofer Brown   | Orlando Drummond                                                             |
| Aeromoça                         | Pamela Blair      | Fernanda Crispim                                                             |
| Capitão do avião                 | John Doman        | Mário Tupinambá                                                              |
| Motorista da limousine           | Sam Johnson       | Duda Ribeiro                                                                 |
| Ex-integrante do Mötley Crue #1  | David Letterman   | Mário Tupinambá                                                              |
| Ex-integrante do Mötley Crue #2  | Tony Darling      | Duda Espinoza                                                                |
| Guia da represa                  | Tim Guinee        | Mário Cardoso                                                                |
| Motorista do ônibus              | Richard Linklater | Mário Jorge Andrade                                                          |
| Gravação da floresta petrificada | Jim Flaherty      | Felipe Grinnan                                                               |
| Guia turística                   | Pamela Blair      | Christiane Louise                                                            |
| Ladrão da TV #1                  | Sam Johnson       | Mário Jorge Andrade                                                          |
| Ladrão da TV #2                  | Toby Huss         | Mário Cardoso                                                                |
| Bill Clinton                     | Dale Reeves       | Mário Jorge Andrade                                                          |
| Repórter de TV                   | Gail Thomas       | Fernanda Crispim                                                             |
| Locutor e placas                 |                   | Jorge Júnior                                                                 |
| Outras Vozes                     |                   | Christiane Louise Duda Espinoza Duda Ribeiro Geisa Vidal José Augusto Sendim |

## A versão brasileira
A Dublagem brasileira de Beavis & Butt-Head, foi feita nos Estúdios da Voice Brazil, com direção de Airam Pinheiro.
Elenco:
- Beavis - Airam Pinheiro
- Butt-Head - Léo Rabelo
- Sr. Van Driessen - Sérgio Stern
- Sr. Buzzcut - Ronaldo Júlio
- Henry - Eduardo Dascar
- Stewart - Fabrício Vila Verde
- Vinny - Bruno Valente
- Locutor - Jorge Destez

Na exibição original na MTV Brasil, durante a década de 90, os episódios eram exibidos com o áudio original e legendados.